# 桐生市立黒保根中学校
桐生市立黒保根中学校（きりゅうしりつ くろほねちゅうがっこう）は、群馬県桐生市黒保根町水沼の公立中学校。2022年4月に小中一貫の義務教育学校「桐生市立黒保根学園」に統合されることになり閉校。

## 所在地
- 群馬県桐生市黒保根町水沼342-7

## 歴史
- 2022年4月に小中一貫の義務教育学校「桐生市立黒保根学園」に統合されることになり閉校[1]。

## 学区
- 黒保根町上田沢[2]
- 黒保根町下田沢
- 黒保根町宿廻
- 黒保根町水沼
- 黒保根町八木原

## 事件・事故・トラブル
2012年、同校において改修工事に従事していた（会社名不明）14歳の児童が、崩れた体育館の壁の下敷きとなり、搬送先の病院で死亡する事故が発生した。

## 学校周辺
- 桐生市立黒保根小学校
- わたらせ渓谷線：水沼駅
- 渡良瀬川